# Europese kampioenschappen kyokushin karate 2001 (IKO)
De Europese kampioenschappen kyokushin karate 2001 waren door de International Karate Organization (IKO) georganiseerde kampioenschappen voor Kyokushinkai karateka's. De 14e editie van de Europese kampioenschappen vond plaats in het Hongaarse Szentes.

## Resultaten
| Gewichtsklasse | Goud             | Zilver              | Brons                          |
| -------------- | ---------------- | ------------------- | ------------------------------ |
| -70kg          | Dmitry Startsev  | Waldemar Wiszynski  | Artur Szychowski Shamil Lakaev |
| -80kg          | Sylwester Sypien | Aleksandr Goulevich | Ivan Sidoti Valeriy Vasjin     |
| -90kg          | Lechi Kurbanov   | Sergey Melyuk       | Tomasz Glowacki Semoyn Garan   |
| +90kg          | Tomasz Najduch   | Alexei Drobyazko    | Marek Kosowski Adam Solyom     |